# معجزه (فیلم ۱۹۸۶)
معجزه (انگلیسی: Miracles) فیلمی است که در سال ۱۹۸۶ منتشر شد. از بازیگران آن می‌توان به تری گار، پال رودریگز، کریستوفر لوید و تام کونتی اشاره کرد.